# Orthoclydon absconditaria
Orthoclydon absconditaria là một loài bướm đêm trong họ Geometridae.